# The Secret (Patrick Jumpen)
The Secret is de 2e single van Patrick Jumpen.
The Secret is de opvolger van Holiday. De vocals worden verzorgd door de Engelse MC Phantom MC. Het nummer had een kort leven in de Nederlandse Top 40.
Naast de radiotrack is er ook een hardjumptrack te vinden op de single, genaamd Angels and Devils.
De vocals komen uit een documentaire over Area 51.
De single is uitgekomen op vrijdag 5 oktober 2007.

## Hitnotering
| The Secret in de Nederlandse Top 40 - binnen: 20 oktober 2007 | The Secret in de Nederlandse Top 40 - binnen: 20 oktober 2007 | The Secret in de Nederlandse Top 40 - binnen: 20 oktober 2007 | The Secret in de Nederlandse Top 40 - binnen: 20 oktober 2007 | The Secret in de Nederlandse Top 40 - binnen: 20 oktober 2007 |
| Week                                                          | 1                                                             | 2                                                             | 3                                                             | 4                                                             |
| ------------------------------------------------------------- | ------------------------------------------------------------- | ------------------------------------------------------------- | ------------------------------------------------------------- | ------------------------------------------------------------- |
| Nummer                                                        | 15                                                            | 13                                                            | 29                                                            | uit                                                           |